# Serie Radeon 300
La serie Radeon 300 es una serie de procesadores gráficos desarrollados por AMD. Todas las GPU de la serie se fabrican en 28 nm y utiliza la microarquitectura Graphics Core Next (GCN).
La serie incluye los troqueles de GPU Fiji y Tonga basados en la arquitectura GCN 3 o "Volcanic Islands" de AMD, que originalmente se introdujo con el R9 285 basado en Tonga (aunque reducido) un poco antes. Algunas de las tarjetas de la serie incluyen el buque insignia AMD Radeon R9 Fury X con sede en Fiji, Radeon R9 Fury reducido y Radeon R9 Nano de factor de forma pequeño, que son las primeras GPU que cuentan con tecnología de memoria de alto ancho de banda (HBM), que AMD codesarrolló en asociación con SK Hynix. HBM es más rápida y más eficiente energéticamente que la memoria GDDR5, aunque también es más cara. Sin embargo, las GPU restantes de la serie fuera de las R9 380 y R9 380X basadas en Tonga se basan en GPU de la generación anterior con administración de energía revisada y, por lo tanto, solo cuentan con memoria GDDR5 (algo que Tonga también hace). Las tarjetas de la serie Radeon 300, incluida la R9 390X, se lanzaron el 18 de junio de 2015. El dispositivo insignia, la Radeon R9 Fury X, se lanzó el 24 de junio de 2015 y la variante de doble GPU, la Radeon Pro Duo, se lanzó el 26 de abril de 2016.

## Conjunto de instrucciones y microarquitectura
La R9 380/X junto con la serie R9 Fury & Nano fueron las primeras tarjetas de AMD (después de la anterior R9 285) en utilizar la tercera iteración de su conjunto de instrucciones y microarquitectura GCN. Las otras tarjetas de la serie presentan iteraciones de primera y segunda generación de GCN. La siguiente tabla detalla a qué generación GCN pertenece cada chip.

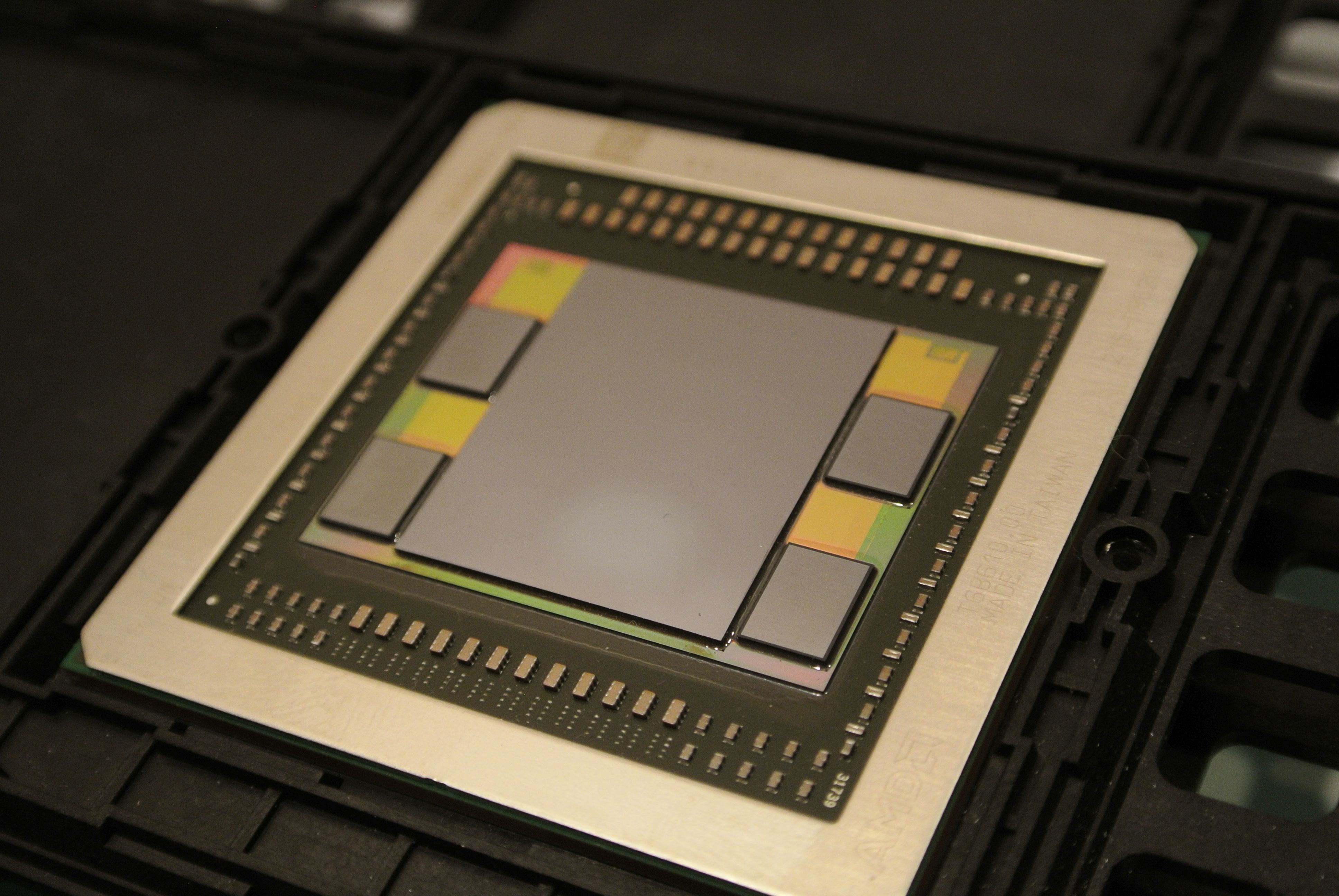
AMD Fiyi con HBM.

## ASIC auxiliares
Todos los ASIC auxiliares presentes en los chips se están desarrollando independientemente de la arquitectura central y tienen sus propios esquemas de nombre de versión.

### Compatibilidad con varios monitores
Los controladores de pantalla integrados de la marca AMD Eyefinity se introdujeron en septiembre de 2009 en la serie Radeon HD 5000 y han estado presentes en todos los productos desde entonces.

### AMD TrueAudio
AMD TrueAudio se introdujo con la serie AMD Radeon Rx 200, pero solo se puede encontrar en las pastillas de GCN de 2.ª generación y productos posteriores.

### Aceleración de vídeo
El núcleo SIP de AMD para la aceleración de video, el decodificador de video unificado y el motor de codificación de video se encuentran en todas las GPU y son compatibles con AMD Catalyst y con el controlador de gráficos Radeon de código abierto.

### Limitador de cuadros
Una nueva característica de la línea permite a los usuarios reducir el consumo de energía al no renderizar cuadros innecesarios. Es configurable por el usuario.

### Soporte de LiquidVR
LiquidVR es una tecnología que mejora la fluidez de la realidad virtual. El objetivo es reducir la latencia entre el hardware para que el hardware pueda seguir el ritmo del movimiento de la cabeza del usuario, eliminando el mareo por movimiento. Un enfoque particular está en las configuraciones de doble GPU donde cada GPU ahora representa para un ojo individualmente de la pantalla.

### Soporte de superresolución virtual
Presentada originalmente con las tarjetas gráficas de la serie R9 285 y R9 290 de la generación anterior, esta función permite a los usuarios ejecutar juegos con una calidad de imagen más alta mediante la reproducción de fotogramas a una resolución superior a la nativa. Luego, cada fotograma se reduce a resolución nativa. Este proceso es una alternativa al supermuestreo que no es compatible con todos los juegos. La superresolución virtual es similar a la superresolución dinámica, una función disponible en las tarjetas gráficas Nvidia de la competencia, pero cambia la flexibilidad por un mayor rendimiento.

### Open CL (API)
OpenCL acelera muchos paquetes de software científico contra la CPU hasta el factor 10 o 100 y más. Open CL 1.0 a 1.2 son compatibles con todos los chips con Terascale y GCN Architecture. OpenCL 2.0 es compatible con GCN 2nd Gen. y superior. Para OpenCL 2.1 y 2.2 solo se necesitan actualizaciones de controladores con tarjetas compatibles con OpenCL 2.0.

### Vulkan (API)
API Vulkan 1.0 es compatible con todas las tarjetas de arquitectura GCN. Vulkan 1.2 requiere GCN de 2.ª generación o superior con los controladores Adrenalin 20.1 y Linux Mesa 20.0 y posteriores.

## Controladores de dispositivos gráficos

### Controlador de dispositivo de gráficos patentado Catalyst
AMD Catalyst está siendo desarrollado para Microsoft Windows y Linux . A partir de julio de 2014, no se admiten oficialmente otros sistemas operativos. Esto puede ser diferente para la marca AMD FirePro, que se basa en hardware idéntico pero cuenta con controladores de dispositivos gráficos con certificación OpenGL.
AMD Catalyst es compatible con todas las funciones anunciadas para la marca Radeon.

### Controlador de dispositivo de gráficos gratuito y de código abiertoradeon
Los controladores gratuitos y de código abierto se desarrollan principalmente en y para Linux, pero también se han adaptado a otros sistemas operativos. Cada controlador se compone de cinco partes:
1. DRM del componente del kernel de Linux
2. Controlador KMS del componente del kernel de Linux: básicamente el controlador de dispositivo para el controlador de pantalla
3. Componente de espacio de usuario libDRM
4. Componente de espacio de usuario en Mesa 3D
5. Un controlador de dispositivo de gráficos 2D especial y distinto para X.Org Server, que finalmente está a punto de ser reemplazado por Glamour

El controlador de núcleo radeon gratuito y de código abierto es compatible con la mayoría de las funciones implementadas en la línea de GPU Radeon. 
El controlador del kernel radeon no tiene ingeniería inversa, sino que se basa en la documentación publicada por AMD. Este controlador aún requiere un microcódigo propietario para operar las funciones DRM y algunas GPU pueden fallar al iniciar el servidor X si no está disponible.

### Controlador de dispositivo de gráficos gratuito y de código abiertoamdgpu
Este nuevo controlador de kernel cuenta con soporte directo y está desarrollado por AMD. Está disponible en varias distribuciones de Linux y también ha sido portado a otros sistemas operativos. Solo se admiten GPU GCN. 

### Controlador de dispositivo de gráficos patentado AMDGPU-PRO
Este nuevo controlador de AMD aún estaba en desarrollo en 2018, pero ya se podía usar en algunas distribuciones de Linux compatibles (AMD admite oficialmente Ubuntu, RHEL/CentOS). El controlador ha sido portado experimentalmente a ArchLinux y otras distribuciones. AMDGPU-PRO está configurado para reemplazar el controlador AMD Catalyst anterior y se basa en el controlador kernel amdgpu gratuito y de código abierto. Las GPU anteriores a GCN no son compatibles.